# 小笠原長堯
小笠原 長堯（おがさわら ながたか）は、江戸時代中期から後期にかけての大名。陸奥国棚倉藩2代藩主。官位は従五位下・佐渡守。忠知系小笠原家8代。

## 生涯
宝暦11年（1761年）、初代藩主・小笠原長恭の長男として誕生した。安永5年（1776年）に父が死去したため家督を継いだ。天明の大飢饉においてはほとんど被害を受けないという抜群の手腕を見せたことから幕府にその実力を認められ、寛政2年（1790年）3月に奏者番に任じられて寛政の改革に参与した。
寛政10年（1798年）1月、浅川において一揆が起こると、藩の軍勢を動かして鎮圧している。文化9年（1812年）3月24日、家督を六男の長昌に譲って隠居したが、直後の5月3日に死去した。享年52。

## 系譜
父母
- 小笠原長恭（父）

正室
- 松平頼恭の娘

子女
- 小笠原長瑶（次男）
- 小笠原長昌（六男）
- 小笠原長恒（七男）
- 小笠原千勝丸
- 小笠原義八郎
- 小笠原角之進
- 小笠原篤三郎
- 北条氏喬正室
- 小笠原長保正室